# Meringa australis
Meringa australis är en spindelart som beskrevs av Forster 1990. Meringa australis ingår i släktet Meringa och familjen Synotaxidae. Inga underarter finns listade i Catalogue of Life.